# Megalestes chengi
Megalestes chengi är en trollsländeart som beskrevs av Chao 1947. Megalestes chengi ingår i släktet Megalestes och familjen Synlestidae. Inga underarter finns listade i Catalogue of Life.